# 2006. március 29-i napfogyatkozás

A 2006. március 29-i napfogyatkozás

A 2006. március 29-i teljes napfogyatkozás több dél-amerikai, afrikai és ázsiai országon haladt végig.

## Fontos időpontok és koordináták
| Esemény                        | Időpont (UTC) | Koordináták                                                   |
| ------------------------------ | ------------- | ------------------------------------------------------------- |
| A fogyatkozás kezdete          | 07:36:50      | d. sz. 14° 27′ 42″, ny. h. 22° 06′ 24″14.461667°S 22.106667°W |
| A teljes fogyatkozás kezdete   | 08:34:20      | d. sz. 6° 31′ 42″, ny. h. 36° 59′ 06″6.528333°S 36.985000°W   |
| A központi fogyatkozás kezdete | 08:35:25      | d. sz. 6° 18′ 18″, ny. h. 37° 15′ 48″6.305000°S 37.263333°W   |
| Legnagyobb fogyatkozás         | 10:11:20      | é. sz. 23° 08′ 54″, k. h. 16° 45′ 36″23.148333°N 16.760000°E  |
| A központi fogyatkozás vége    | 11:46:55      | é. sz. 51° 33′ 42″, k. h. 98° 48′ 12″51.561667°N 98.803333°E  |
| A teljes fogyatkozás vége      | 11:47:55      | é. sz. 51° 20′ 36″, k. h. 98° 30′ 30″51.343333°N 98.508333°E  |
| A fogyatkozás vége             | 12:45:35      | é. sz. 43° 26′ 18″, k. h. 83° 03′ 00″43.438333°N 83.050000°E  |

## Napfogyatkozás Törökországban
| Teríték   | Magasság részére fogyatkozás | Idő   |
| --------- | ---------------------------- | ----- |
| Aksaray   | 14:02:30                     | 03:32 |
| Alanya    | 13:57:34                     | 02:38 |
| Amasya    | 14:07:04                     | 01:20 |
| Antalya   | 13:55:59                     | 03:11 |
| Erbaa     | 14:08:07                     | 03:02 |
| Giresun   | 14:10:41                     | 03:17 |
| Karaman   | 14:00:04                     | 01:22 |
| Kayseri   | 14:04:53                     | 01:43 |
| Kırşehir  | 14:03:25                     | 03:16 |
| Konya     | 13:59:46                     | 03:36 |
| Nevşehir  | 14:03:42                     | 03:15 |
| Niksar    | 14:08:32                     | 03:28 |
| Ordu      | 14:10:04                     | 03:30 |
| Sivas     | 14:07:56                     | 02:16 |
| Tokat     | 14:07:46                     | 03:31 |
| Turhal    | 14:07:12                     | 03:31 |
| Yıldızeli | 14:07:29                     | 03:16 |
| Yozgat    | 14:07:29                     | 03:16 |
| Zile      | 14:06:51                     | 03:02 |

## A fogyatkozás típusa
| A fogyatkozás természete   | Teljes |
| Láthatóság                 | IV. típus |
| Gamma                      | 0,3842 |
| Magnitúdó                  | 1052 |
| Legnagyobb időtartam       | 247 mp (4 p 7 mp) 10:11:18 UTC-kor, a Csád – Líbiai határ közelében: é. sz. 23° 08′ 54″, k. h. 16° 45′ 36″23.148333°N 16.760000°E |
| A sáv maximális szélessége | 183.5 km |

## Galéria

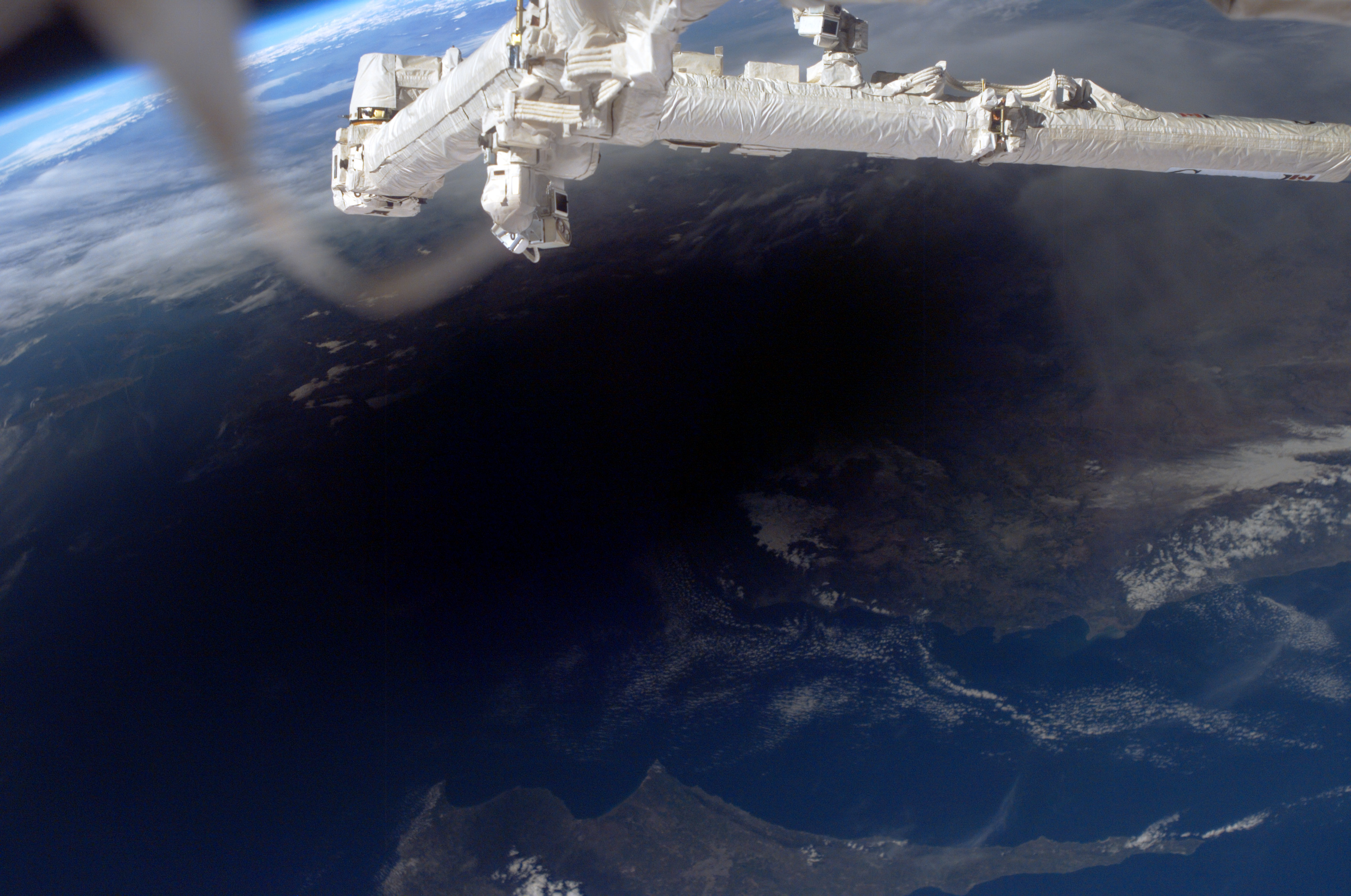
Nemzetközi Űrállomás, 10:56:55 UTC
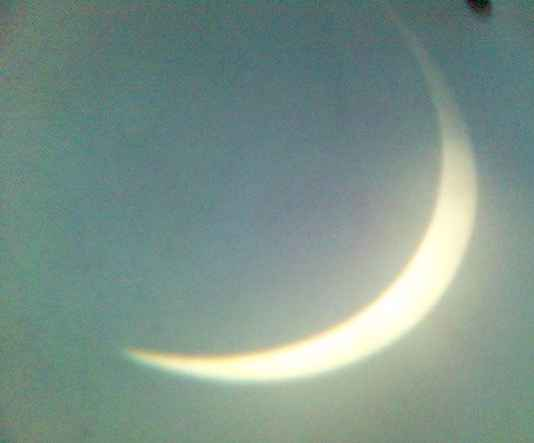
Novoszibirszk, Oroszország, 11:42 UTC

### Külföldi oldalak

#### Képek és videók
- Total eclipse photographs from Turkey
- Another set of total eclipse photographs from Turkey
- "People couldn't take their eyes off Sun" photo gallery from Turkey
- TV coverage of total eclipse in Turkey
- Phases of solar eclipse view from Antalya
- NASA videos and photos from Libya and Turkey Archiválva 2015. augusztus 13-i dátummal a Wayback Machine-ben
- Pictures taken from Smolyan, Bulgaria
- NASA video of eclipse Archiválva 2007. március 10-i dátummal a Wayback Machine-ben
- Solar eclipse images and videos from Libya by traveling NASA employees and scientists

#### Egyéb források
- NASA – Total Solar Eclipse of 2006 March 29
- Interactive 2006 March 29 Total Solar Eclipse map with local circumstances
- University of Athens – Solar Eclipse 29/3/2006, Solar Party
- Solar Total Eclipse of 2006 March 39
- TÜBİTAK National Observatory – 29 March 2006 Total Solar Eclipse